# Приеполе
Прие́поле (серб. Пријепоље, Prijepolje) — город и муниципалитет в округе Златибор, Центральная Сербия.
Расположен в устье реки Лим, недалеко от монастыря и старого города Милешеваца.

## Название

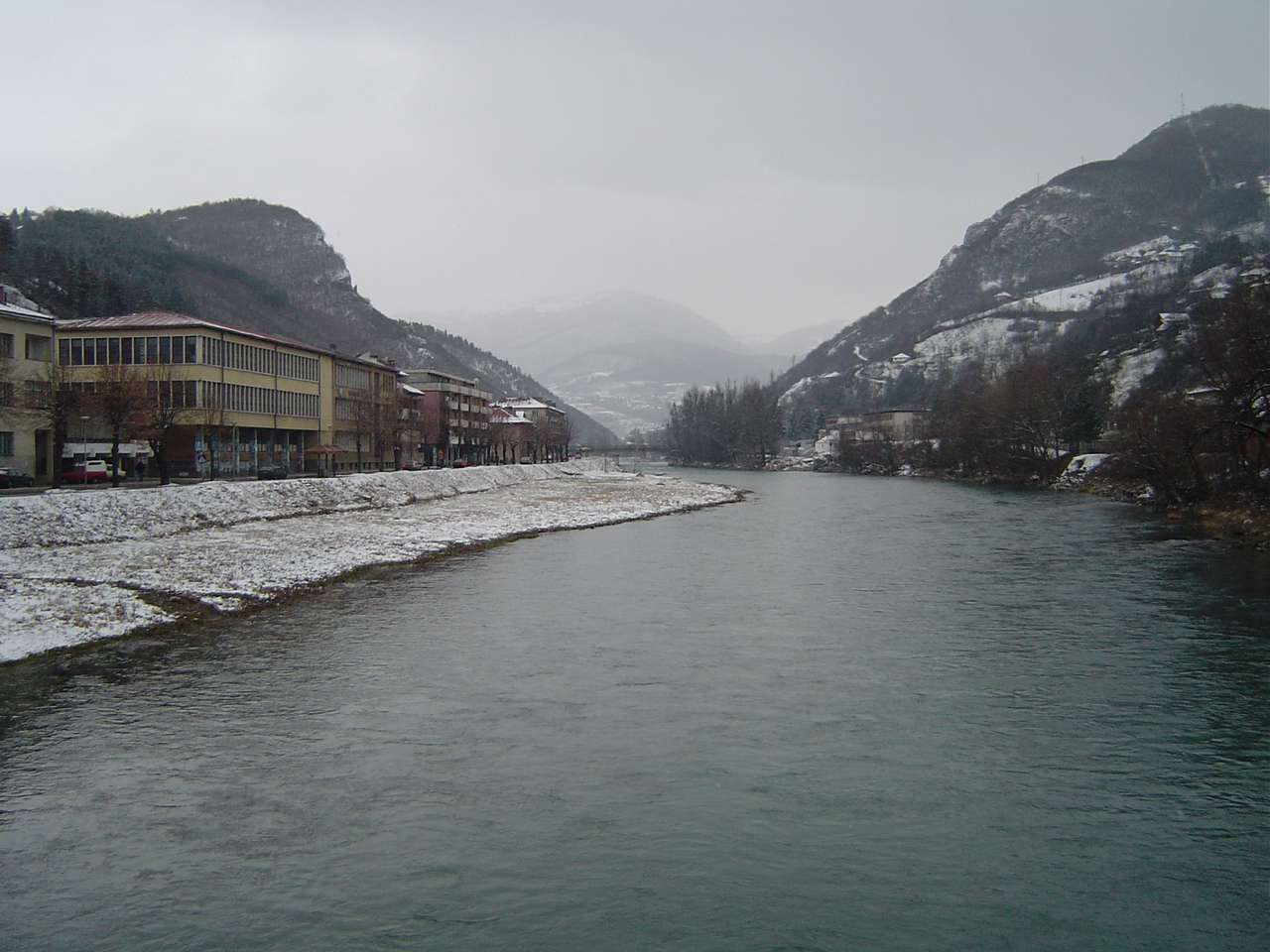
Река Лим в Приеполе

Одно из возможных происхождений названия — толкование его как значения «поле Прия». Человек по имени Прия мог быть владельцем этой земли до постройки города.
Более вероятная теория связана с буквальным прочтением: караваны, подходящие к месту сегодняшнего города, останавливались на отдых «перед полем» («прије» — перед, «поље» — поле).

## География
Город расположен на слиянии быстротекущих рек Лим и Милешевка, на дороге из Белграда к Адриатическому морю, является одной из станций железной дороги Белград — Бар. Также через город проходит дорога из Плевли в Сьеницу, приблизительно совпадающая с древней римской и оттоманской дорогой, известной как «Дубровник».
Приеполе окружено холмами, создававшими специфический тёплый климат до постройки гидроэлектростанции «Potpeć» недалеко от Нова-Вароша, которая вернула городу характерную для холодной части Сербии погоду.

## Население
Население составляет 11414 совершеннолетних жителей, средний возраст равняется 35,8 годам (35,0 — мужчины и 36,4 — женщины). В городе 4448 семей, среднее количество членов семьи — 3,38 чел.
Перепись 2002 года показала следующую этническую картину города:
- Сербы — 9411 чел.
- Боснийцы — 3941 чел.
- Славяне-мусульмане — 1,225 чел.
- Цыгане — 140 чел.
- Черногорцы — 139 чел.
- Прочие

## Образование
В городе имеются два детских сада, одна общеобразовательная школа, гимназия и несколько университетов.

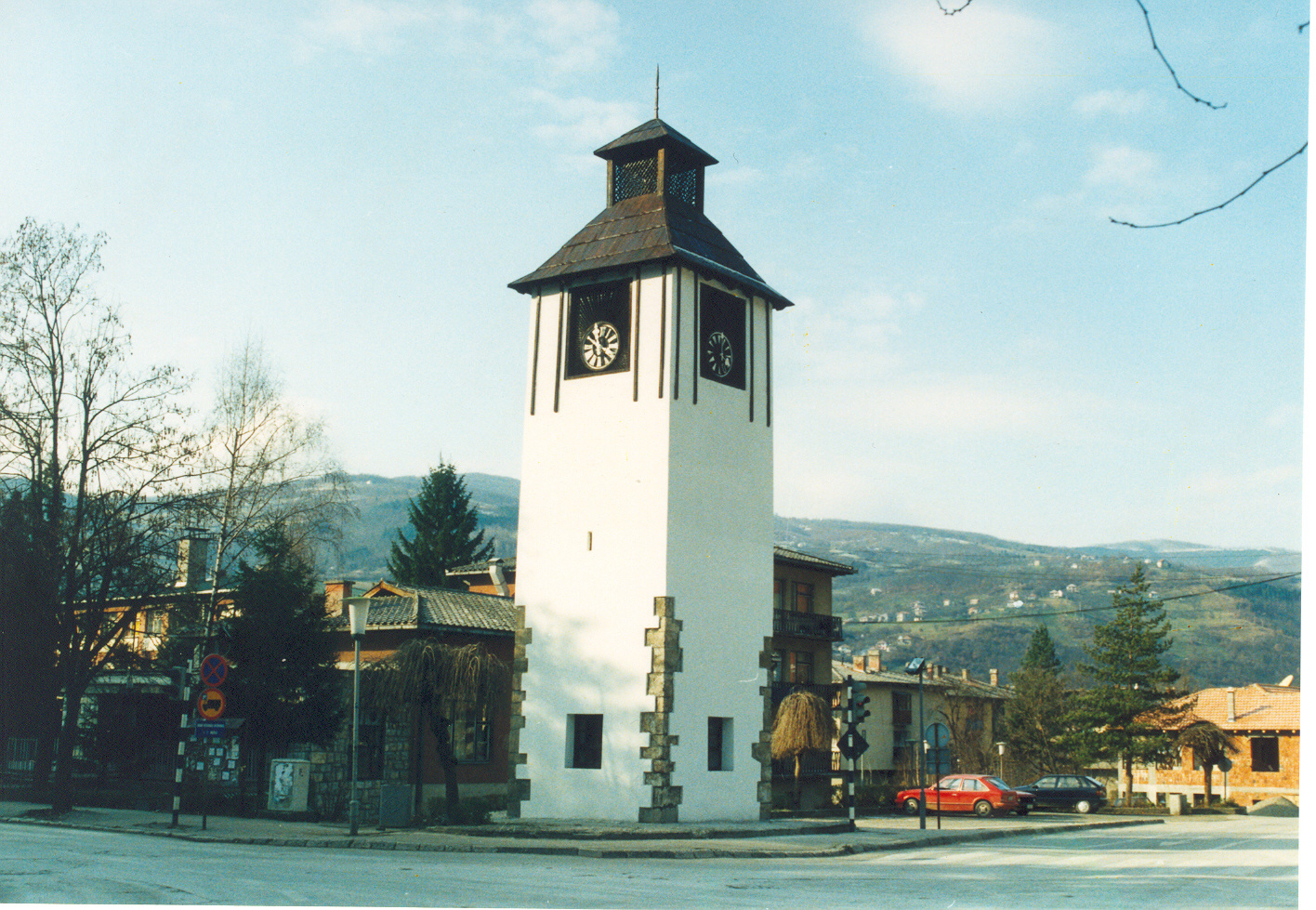
Сахат-кула, часовая башня в Приеполе

## Ночная жизнь
Ночная жизнь Приеполя может показаться монотонной — все местные кафе и ночные клубы играют исключительно народную музыку в современной обработке (так называемый «турбофолк»). Проводится ежегодный фестиваль «Refract», собирающий многие рок-группы из всего региона, а также техно-вечеринка «WayOut».
В 2005 году город посетила группа Quinn. В декабре 2006 звезда сербского хип-хопа Marchelo дал концерт в Приеполе. Elvis J. Kurtovic провёл там новогодний концерт в 2007 году.

## Коммуникация и СМИ
В городе еженедельно выходит местная газета «Polimlje», работают три местные радиостанции, три Wi-Fi интернет-провайдера и оператор кабельного телевидения. Приеполе перешло на цифровую телефонию в мае 2003 года. Также в городе есть два частных телеканала и две радиостанции.

## Спорт
В Приеполе широко развита культура спорта. В городе существуют два футбольных клуба — FK Polimlje и FK Jasen (Бродарево), волейбольные клубы FAP-Livnica и Putevi, гандбольный клуб White angel и шахматный клуб Priko. Имеется много спортивных площадок. Традиционно каждый год в региональных спортивных играх (MOSI) обе (женская и мужская) волейбольные команды занимают первые места.
Илия Андреич, альпинист из Приеполя, вместе с сербской альпинистской командой покорил вершину Эвереста.

## Известные уроженцы
- Владе Дивац, игрок NBA
- Владимир «Вальтер» Перич, партизан Второй мировой войны
- Горан Вараклич, основатель и глава MDG Computers Inc.
- Сефер Халилович, генерал Боснийской армии, политик
- Ивица Драгутинович, футболист ФК Севилья
- Ацо Пейович, певец
- Дженан Лончаревич, певец
- Михайло Пьянович, футболист ФК Спартак, ФК Ростов
- Александар Свитлица, гандболист
- Мухамед Прельевич, футболист «Динамо» (Загреб) и ФК «Гройтер Фюрт»
- Звонимир Червенко, военный деятель

## Города-побратимы
- Кёниц

## Галерея

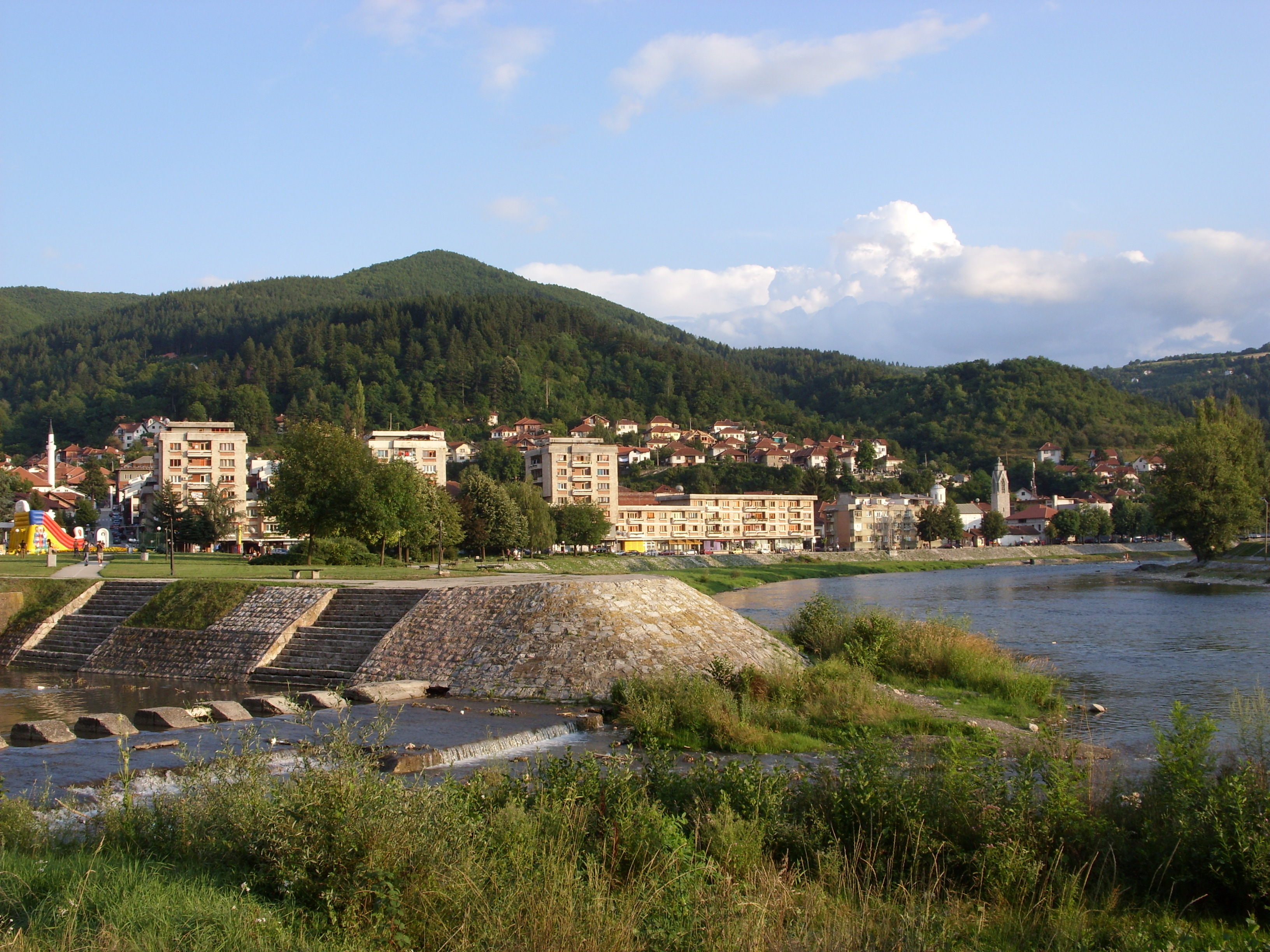
Панорама Приеполя
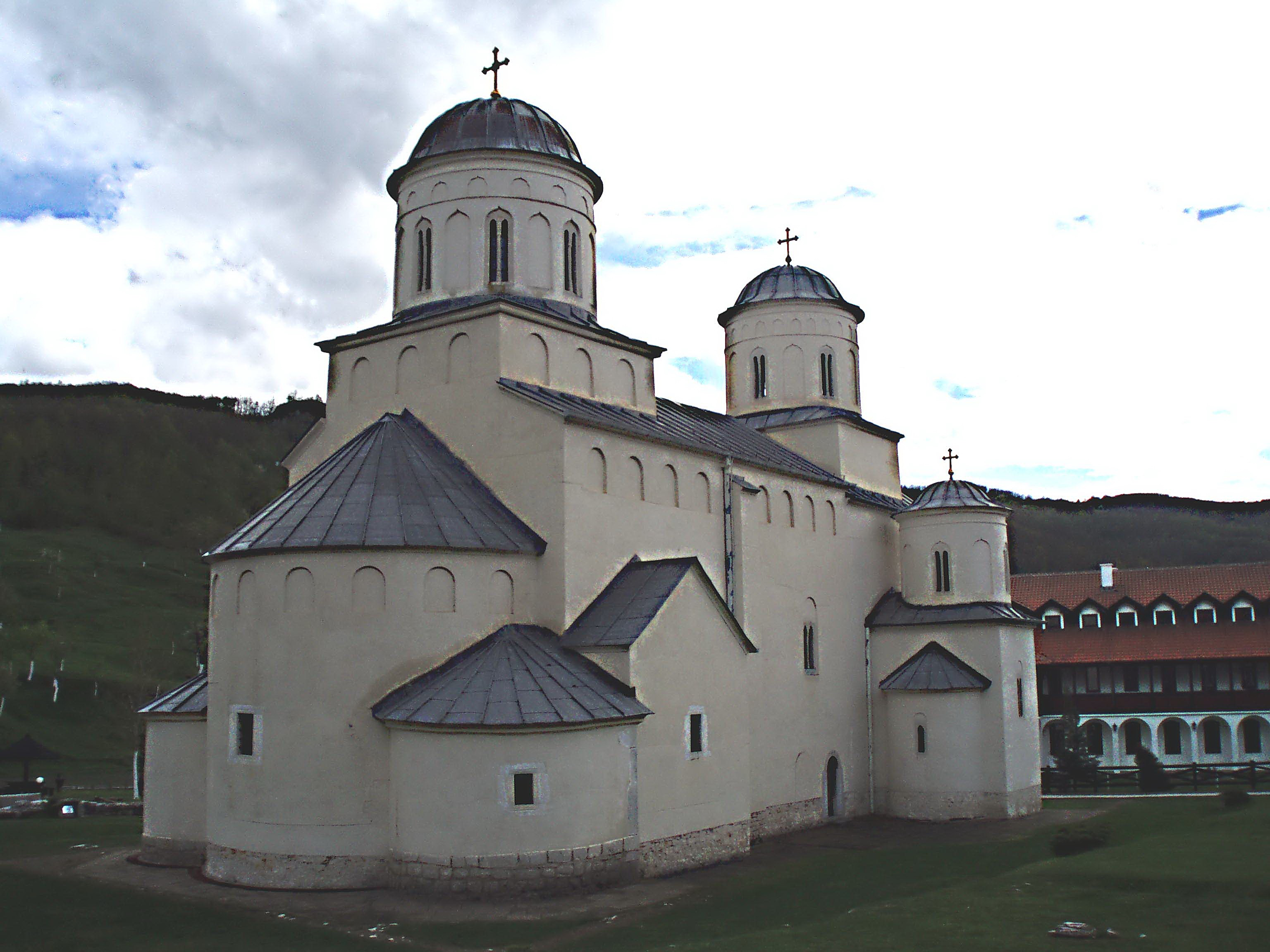
Монастырь Милешева
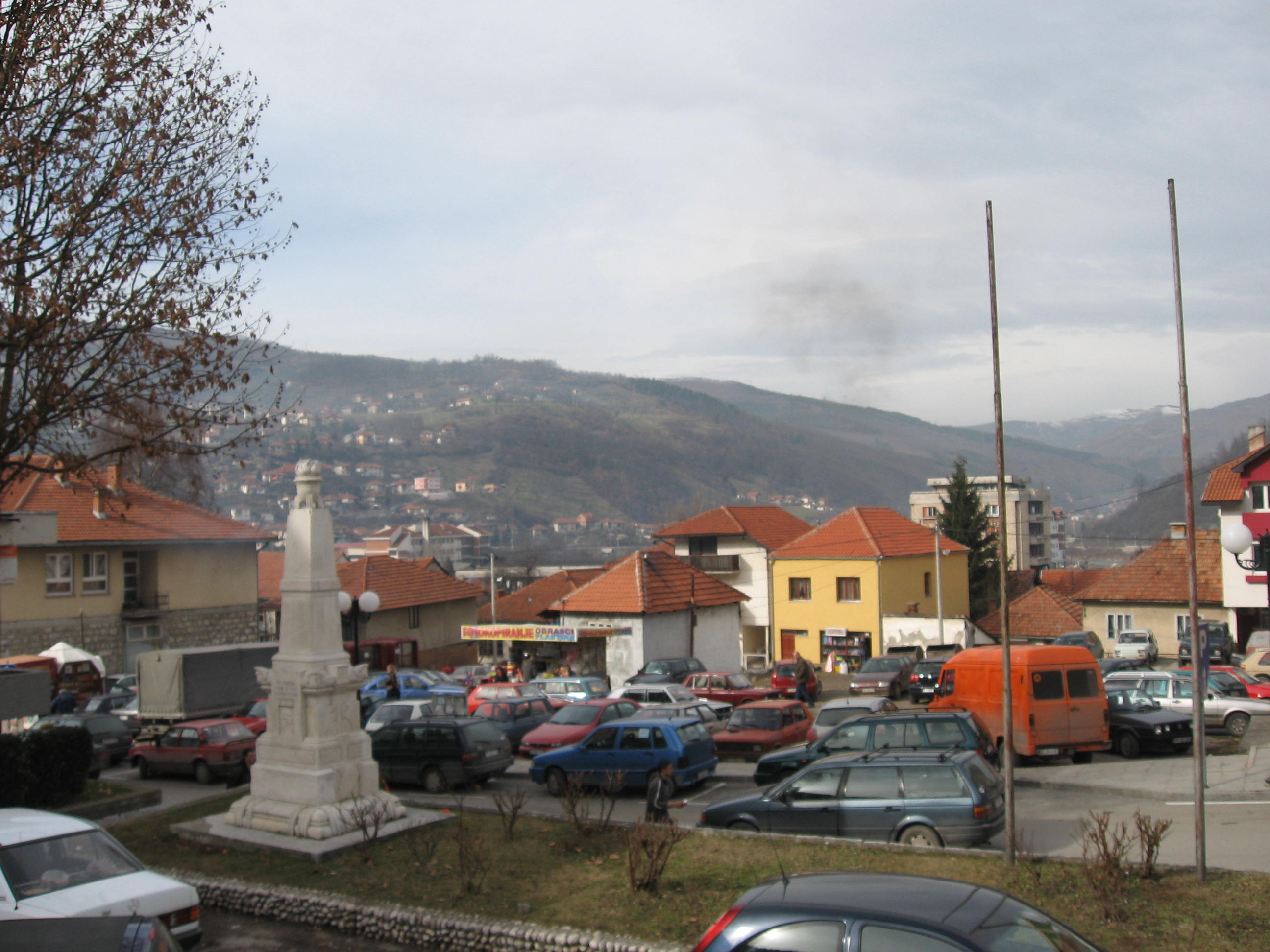
Центр Приеполя
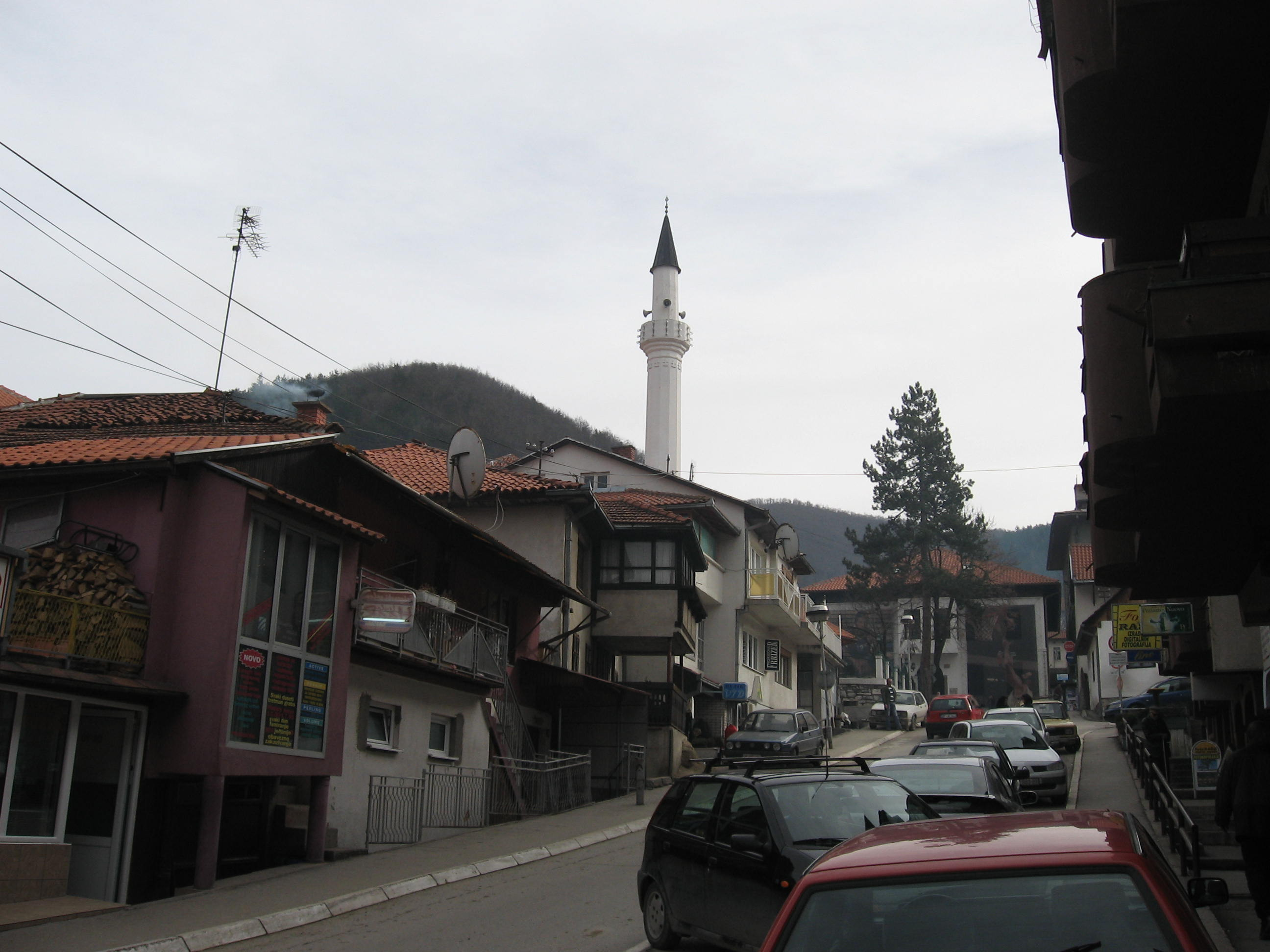
Одна из улиц города
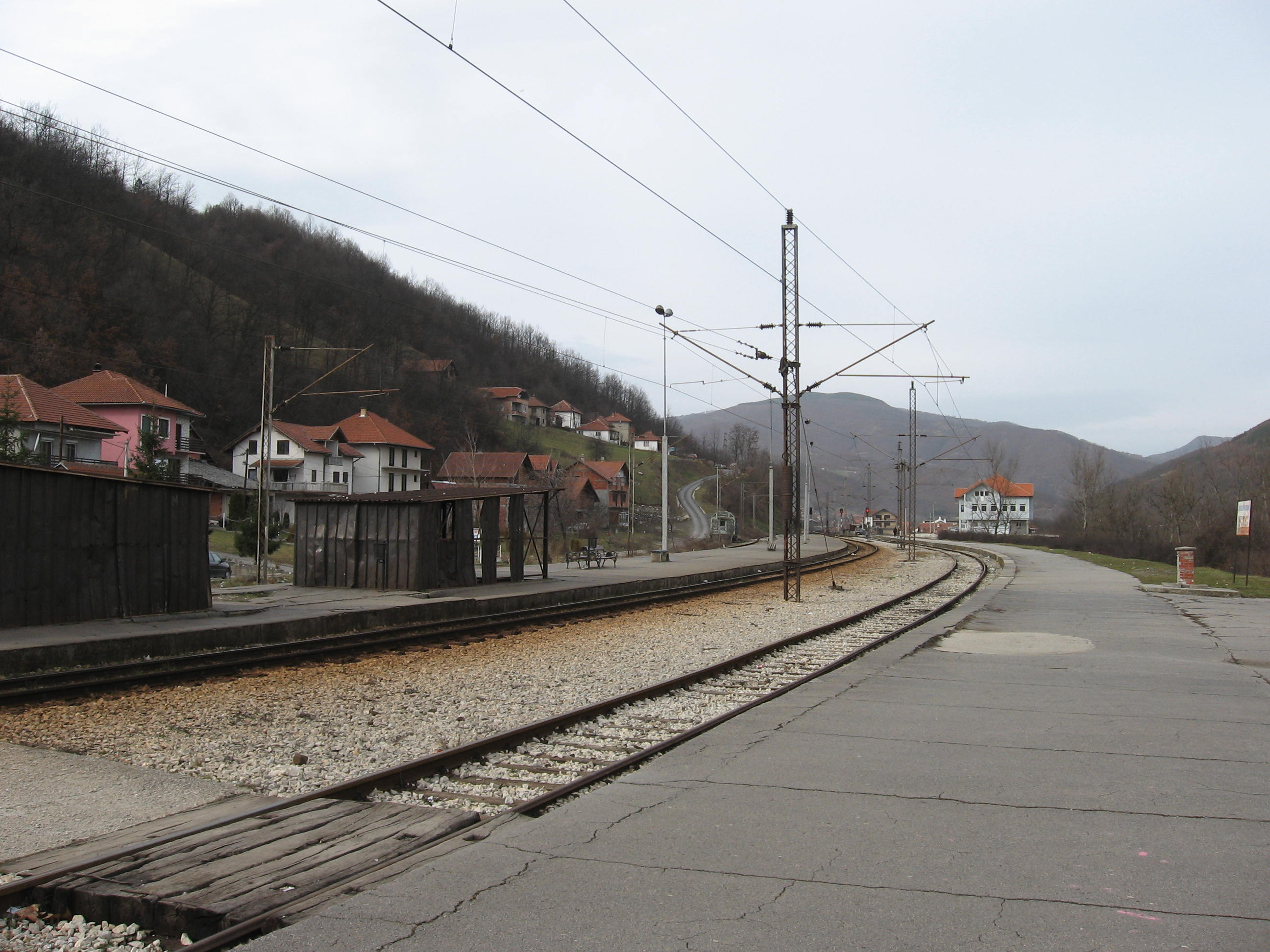
Железнодорожная станция Приеполя